# Gerd Böhnisch
Gerd Böhnisch (* 26. Juni 1937 in Calau) ist ein deutscher Designer. Er war einer der bedeutendsten Industrie-Formgestalter der DDR.

## Leben und Werk
Böhnisch war der Sohn eines Angestellten und einer Hausfrau. Er absolvierte bis 1954 eine Lehre als Maschinenschlosser im Lausitzer Braunkohle-Tagebau. Von 1955 bis 1958 studierte er an der Fachschule für Angewandte Kunst in Heiligendamm Metallgestaltung. Dabei lernte er die spätere Designerin Gerlinde Metzmacher kennen, die er 1963 heiratete.
1958/59 arbeitete Böhnisch als Formgestalter im VEB Leichtmetallwerk Bernsdorf, anschließend im VEB Carl Zeiss Jena. Dort war er ab 1970 Chefgestalter, als der er in der DDR für das gesamte Kombinat verantwortlich war. Er arbeitete insbesondere an der Formgestaltung von Mikroskopen, Planetarien, Feinmess-, Bildmess-, geodätischen und lithografischen Geräten.
1970 wurde Böhnisch als Verdienter Techniker des Volkes geehrt. 1982 erhielt er für die Reihe von Forschungsmikroskopen Jenaval und die Reihe von Routinemikroskopen Jenamed, 1984 für das Mess-System RETA SPORT und 1985 für die Nivellierreihe A. den Designpreis der DDR (Gutes Design).
Böhnisch bekam außerdem mehrere internationale Designpreise. Er war der wohl meist preisgekrönte Designer der DDR.
Böhnisch war u. a. Mitglied der SED und des Verbands Bildender Künstler der DDR. 1996 wurde er von Zeiss entlassen. Danach versuchte er sich als freiberuflicher Berater, ehe er sich zur Ruhe setzte.

## Ausstellungen (unvollständig)
- 1972/1973 und 1978/1988: Dresden, VII. und X. Kunstausstellung der DDR
- 1979: Gera, Bezirkskunstausstellung